# Schienenverkehr in Laos

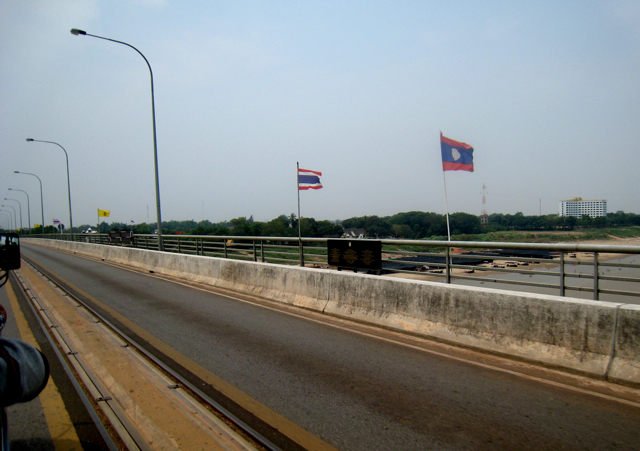
Straße und Schienen auf der Freundschaftsbrücke

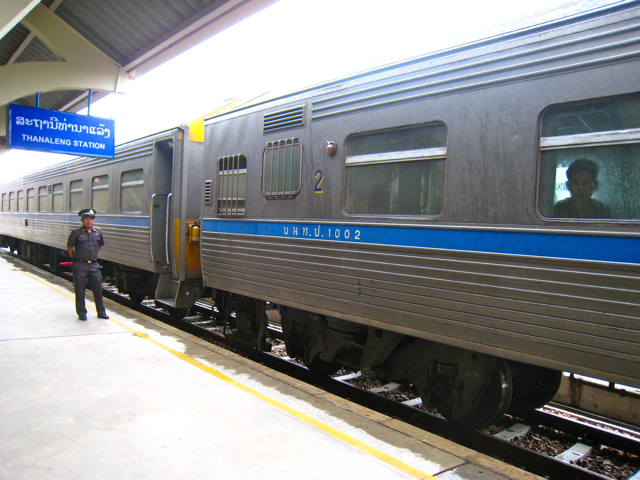
Zug im Bahnhof Thanaleng

Der Schienenverkehr in Laos besteht zum einen aus einem kurzen Segment der Bahnstrecke Nong Khai–Vientiane und zum anderen aus der China-Laos-Eisenbahn.

## Geschichte
Der Eisenbahnverkehr in Laos wurde durch die damalige französische Kolonialmacht initiiert. Diese baute
- eine 1897 eröffnete, 7 km lange Schmalspurbahn von Don Det nach Don Khon. Sie war bis 1941 in Betrieb und diente dazu, einen Abschnitt des Mekong zu umfahren, der durch Stromschnellen für Schiffe nicht passierbar war.[1][2] Noch heute zeugen alte Gleise, eine nur noch von Fußgängern genutzte Brücke sowie eine pittoresk im Gestrüpp vor sich hin rostende Lokomotive von dieser Eisenbahn.[3]

- an der Eisenbahnstrecke Tân Ằp–Thakhet von Vietnam nach Laos. Sie wurde nie vollendet und in Laos wurden Schienen nie verlegt.

Seit 2021 gibt es in Laos ein eigenes Eisenbahnunternehmen die Lao National Railways State Enterpreise (LNR).

## Aktive Bahnstrecken

### Vientiane–Nong Khai
Aus dem thailändischen Nong Khai führt eine in der thailändischen Meterspur ausgeführte Strecke über die den Mekong überspannende erste Freundschaftsbrücke zum laotischen Bahnhof Thanaleng. Nachdem der Plan, die Strecke näher an die Hauptstadt Vientiane heranzuführen, zunächst 2010 aufgegeben wurde, hat die thailändische Regierung im Juli 2012 die Finanzierung der 7,8 Kilometer langen Verlängerung nach Vientiane übernommen. Die Verlängerung wurde im Juli 2022 fertig gestellt und im Juli 2024 mit einer durchgehenden Zugverbindung von Bangkok Hauptbahnhof nach Vientiane (Kamsavath) eröffnet.
Der regelmäßige Personenverkehr wurde Ende März 2009 aufgenommen und wird von der Thailändischen Staatseisenbahn durchgeführt. Täglich verkehren zwei Zugpaare im Pendelverkehr zwischen Nong Khai und Thanaleng. Außerdem verkehrt seit Februar 2010 gelegentlich der Eastern and Oriental Express über diese Strecke. 
Mit dem grenzüberschreitenden Schienenverkehr steigt der Güterverkehr stetig an. Seit Dezember 2021 erfolgt in der Präfektur Vientiane die Umladung der Container zwischen den Zügen verschiedener Spurweiten. Zusätzlich werden seit 2022 die derzeitigen 16 Güterzüge (Hin- und Rückfahrten) pro Tag mit 25 Waggons pro Zug durchgeführt und sollen bis 2026 auf 24 Hin- und Rückfahrten mit 25 Waggons pro Tag erhöht werden. Unter der Bezeichnung ASEAN Express verkehrt seit Oktober 2022 zweimal wöchentlich ein internationaler Güterzug zwischen Malaysia und Laos über die thailändische Eisenbahn. Der Zug bewältigt eine Fahrstrecke von 2206 km in 72 Stunden. Die Kapazität beträgt 80 TEU-Container.

### Vientiane–Boten
Seit Dezember 2016 wurde an der 422 km langen Bahnstrecke Boten–Vientiane gearbeitet. Sie ging am 3. Dezember 2021 in Betrieb. Sie ist in der chinesischen Normalspur ausgeführt und schließt jenseits von Boten an das chinesische Eisenbahnnetz an.

## Bahnprojekte

### Vientiane–Bangkok
Presseberichten zufolge sollten im April 2011 die Bauarbeiten an einer Schnellfahrstrecke von Südchina nach Vientiane beginnen. Die Hochgeschwindigkeitsstrecke wurde in dieser Form jedoch nicht realisiert. Gebaut wurde der Abschnitt von der chinesischen Grenze nach Vientiane (siehe oben).
Nach Inbetriebnahme der China–Laos-Eisenbahn wurde als Weiterführung erneut der Abschnitt Vientiane–Bangkok angegangen. Zwischen Bangkok und Nakhon Ratchasima (Khorat) befindet sich als innerthailändische Hochgeschwindigkeitsstrecke das Thai-Chinese High-speed Rail Project im Bau. Es soll in einem zweiten Abschnitt bis Nong Khai fortgeführt und in einem dritten Abschnitt über den Mekong (hier wird eine neue Brücke über den Mekong benötigt) an die China-Laos-Eisenbahn angeschlossen werden.

### Vientiane–Vũng Áng
Für den Abschnitt Thakhek–Mu-Gia-Pass (vietnamesische Grenze)–Vũng Áng (155 km, nach anderer Quelle: 139 km) stand 2023 der Baubeginn unmittelbar bevor und die Bahnstrecke soll bereits 2026 in Betrieb gehen.

### Sonstige Projekte
Es gibt eine Reihe weiterer vorgeschlagener Projekte, von denen aber bis jetzt keines umgesetzt wurde:
- Thakhek–Pakse–Veun Kham, die eine Verbindung zur Grenze mit Kambodscha schaffen soll.[22] 2023 zeigten beide Staaten weiterhin Interesse an dem Projekt.[23]
- Luang Prabang–Xiang Khuang–Vietnam–298 km
- Pakxan–Xiang Khuang–123 km
- Na Pong–Salavan–La Lai Deo (vietnamesische Grenze) – 215 km
- Eine 215 km lange Transit-Verbindung in Mittel-Laos von der thailändischen Grenzstadt Mukdahan am Westufer des Mekong über die gegenüberliegende laotischen Grenzstadt Savannakhet am Ostufer des Mekong bis zur vietnamesischen Grenze bei Lao Bảo, von wo ein Anschluss zum Hafen von Đà Nẵng[24] oder Đông Hà geschaffen werden soll.[25] Die Freundschaftsbrücke über den Mekong wurde jedoch ohne Gleise angelegt.
- In Thailand befindet sich seit 2023 die Bahnstrecke Den Chai–Chiang Rai im Bau. Diese soll bis nach Chiang Khong an der Grenze zu Laos erstellt werden. Hier befindet sich die Vierte Thailändisch-Laotische Freundschaftsbrücke die über den Mekong führt, jedoch ohne Gleise angelegt wurde. Ob hier ein Weiterbau nach Laos und China erfolgen soll ist unbekannt.